# Дзежонзна (Мазовецьке воєводство)
Дзежонзна (пол. Dzierzązna) — село в Польщі, у гміні Новий Дунінув Плоцького повіту Мазовецького воєводства.
Населення — 162 особи (2011).
У 1975-1998 роках село належало до Плоцького воєводства.

## Демографія
Демографічна структура станом на 31 березня 2011 року:
|          | Загалом | Допрацездатний вік | Працездатний вік | Постпрацездатний вік |
| -------- | ------- | ------------------ | ---------------- | -------------------- |
| Чоловіки | 81      | 15                 | 60               | 6                    |
| Жінки    | 81      | 12                 | 50               | 19                   |
| Разом    | 162     | 27                 | 110              | 25                   |